# Arrasi unió

Spanyol-Németalföld térképe az utrechti szerződés és az arrasi szerződés után (1579).

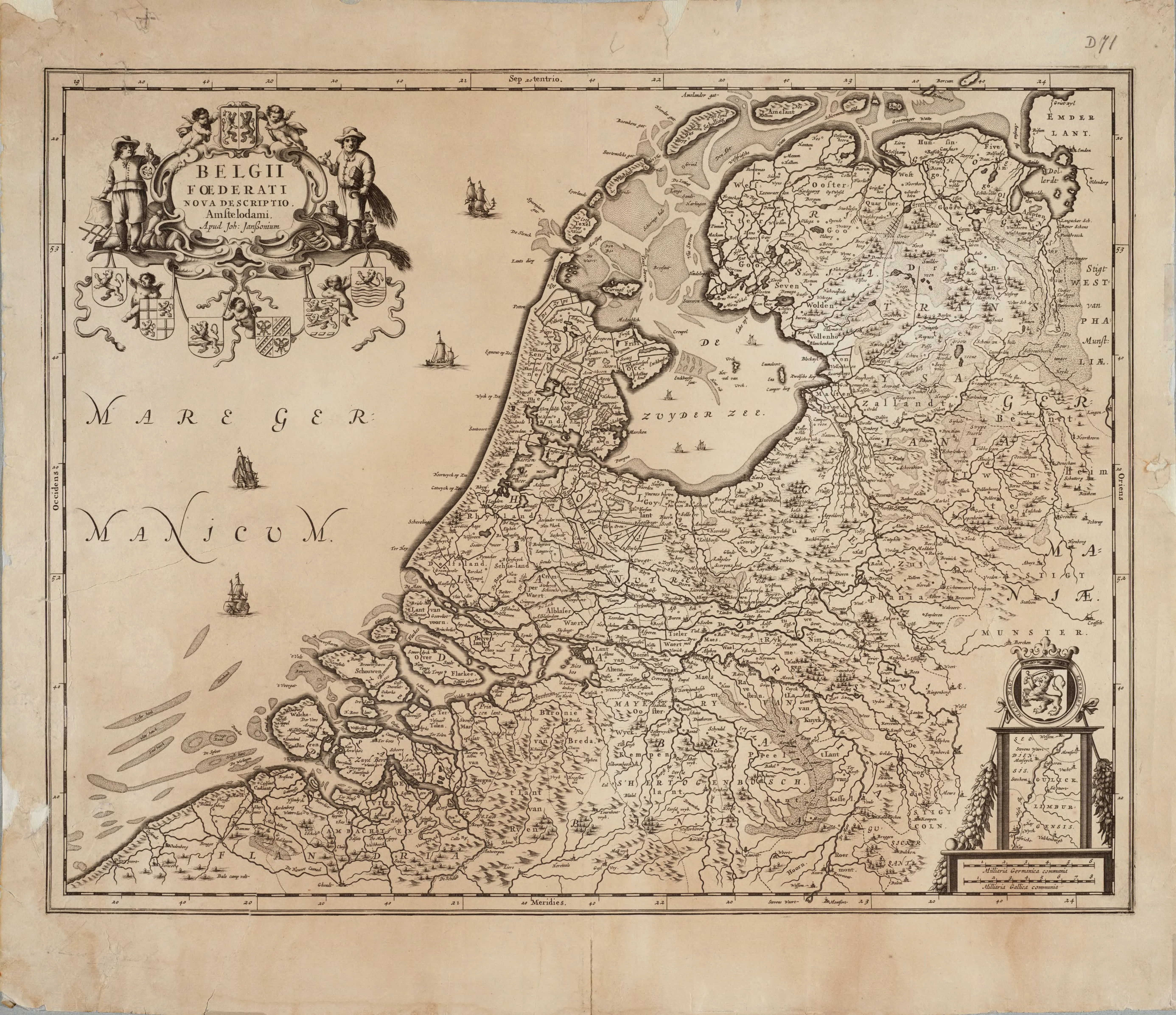
A Hét Egyesült Holland Tartomány Köztársasága az utrechti unió aláírása után

Az arrasi unió vagy arrasi szerződés néven ismert egyezményt 1579. január 6-án az észak-francia Arras (hollandul: Atrecht) városában írták alá. Az egyezmény értelmében Spanyol-Németalföld déli tartományai (azaz a mai Belgium déli része, Nord-Pas-de-Calais és Pikárdia régiók a mai Franciaországban) kifejezték hűségüket a spanyol koronának és II. Fülöp spanyol királynak, valamint elismerték az 1578-ig kinevezett kormányzó, Don Juan de Austria fennhatóságát.
Néhány nappal később, január 23-án a hét lázadó északi tartomány képviselői aláírták az Utrechti Uniót, és megalakították a Holland Köztársaságot (másik elnevezése a Hét Egyesült Holland Tartomány Köztársasága).

## Előzményei
A németalföldi tartományok a középkorban a Burgundi Hercegséghez tartoztak. 1477-ben az utolsó burgundi uralkodó, a Valois-házból való I. Mária burgundi hercegnő (1457–1482) feleségül ment I. Miksa német-római császárhoz. Mária halálakor a tartományok fiára, I. Fülöp spanyol királyra szálltak, aki az első Habsburg-házból származó uralkodó volt a spanyol trónon. Fia és utóda, V. Károly német-római császár 1556-ban felosztotta a Német-római Birodalmat, és a németalföldi Tizenhét Tartományt fiának, II. Fülöp spanyol királynak juttatta. A Tizenhét Tartomány magában foglalta a mai Belgium, Hollandia és Luxemburg területének nagy részét. A katolikus uralkodó és a protestáns északi tartományok közötti feszültségek hamarosan felkelésben robbantak ki és 1581-ben a protestáns holland tartományok elszakadtak Spanyolországtól és a Német-római Birodalomtól is.

## A szerződés előírásai
A szerződés értelmében a király a következő engedményeket adta a tartományoknak hűségük fejében:
- A tartományokban nem állomásoztat idegen (vagyis spanyol) eredetű katonákak.
- A tartományi Államtanács visszakapja az V. Károly idejében szerzett jogait és az akkor kialakult szervezetét.
- Az államtanács tagjainak kétharmadát csak az összes tartomány beleegyezésével lehet kinevezni
- A holland tartományok lázadása előtt érvényben lévő királyi kiváltságok és előjogok változás nélkül újra érvénybe lépnek.
- A tartományok katolikus vallásúak maradnak és minden más vallást (mint például az északiak által támogatott kálvinista reformátust) betiltanak.

A szerződést a következő tartományok képviselői írták alá:
- Az Hainaut-i grófság
- Artois
- Lille, Douai és Orchies

Ma Artois Franciaország része. A lille-i tartomány nagy része szintén Franciaországhoz tartozik, míg az hainaut-i grófság nagy része a belgiumi Vallónia régióban található, Hainaut és Namur tartományokban, illetve kisebbik része a francia Oise és Nord megyékben.
Szintén a spanyol királyt támogatta, de a szerződéshez nem csatlakozott Namur grófsága, a luxemburgi hercegség, valamint a limburgi hercegség. A történelmi Limburg nem azonos a mai limburgi tartománnyal, amely akkoriban a független Liège-i Püspökség része volt, hanem részben azonos a ma szintén Hollandiához tartozó Limburggal.
A szerződés aláírása után Spanyol-Németalföld kormányzója, Alessandro Farnese (1545–1592), Párma és Piacenza hercege, nekilátott a lázadó északi tartományok meghódításának, de 1579. augusztus 1-je után, amikor III. Henrik francia királyt meggyilkolták, Fülöp a katolikus tábor megsegítésére küldte Franciaországba.
A déli tartományok, lényegében a mai Belgium és Luxemburg területe a spanyol örökösödési háborúig a Spanyol Királysághoz tartoztak (Spanyol Németalföld), majd az 1713-as utrechti békeszerződés után a Habsburg Birodalom  fennhatósága alá kerültek (Osztrák Németalföld) néven.

## Lásd még
- Belgium történelme